# Schornsteinfeger-Handwerksgesetz
Das Schornsteinfeger-Handwerksgesetz (SchfHwG) ist ein Gesetz in Deutschland, welches das Berufsrecht und die Versorgung im Schornsteinfegerhandwerk regelt.
Das Gesetz trat am 27. November 2008 in Kraft, die §§ 8 bis 12, 14 bis 16, 18, 20, 21, 27 bis 47 und 49 bis 51 traten am 1. Januar 2013 in Kraft. 
Das Gesetz löste das bisher in Deutschland geltende Schornsteinfegergesetz ab. Das darin seit 1969 geltende Kehrmonopol wurde unter anderem von der EU-Kommission als Verstoß gegen die Grundfreiheiten der Niederlassungs- und Dienstleistungsfreiheit angesehen. Weiters wurde teilweise die Befugnis zum Betreten der Wohnung zur Kehrung oder Überprüfung gemäß § 1 Absatz 3 kritisiert. Die EU drohte der Bundesrepublik mit einem Vertragsverletzungsverfahren. 
Der Bundestag reformierte aus diesem Anlass die Kehr- und Überprüfungsordnung (KÜO) und beschloss am 26. November 2008 das „Schornsteinfeger-Handwerksgesetz – SchfHwG“ („Gesetz über das Berufsrecht und die Versorgung im Schornsteinfegerhandwerk“).